# Chiến tranh Nga – Thụy Điển (1808–1809)
Chiến tranh Nga-Thụy Điển (1808–1809) là cuộc chiến tranh giữa đế quốc Nga và Thụy Điển tranh giành địa vị thống trị nước Phần Lan lúc đó thuộc Thụy Điển. Bối cảnh là hòa ước Tilsit, qua đó Nga tham dự vào cuộc Cấm vận lục địa của Napoleon chống lại Vương quốc Anh (Chiến tranh Anh-Nga (1807–1812)), mà lúc đó là đồng minh của Thụy Điển. Nga nỗ lực nhằm để kiểm soát vịnh Phần Lan, để mà có thể bảo vệ thủ đô Sankt Petersburg chống lại những tấn công có thể xảy ra của Anh. Lúc đó, đồng minh của Nga là Đan Mạch.
Cuộc chiến tranh bắt đầu vào ngày 21 tháng 2 năm 1808 bằng cuộc tấn công của quân đội Nga vào Phần Lan. Quân đội Nga với số lính là 24.000 quân đông hơn là quân đội của Thụy Điển-Phần Lan (13.000 + 8.000 người). Nga đã đạt được nhiều chiến thắng, (Thụy Điển lúc đó được chỉ huy bởi tướng Johan August Sandels), và chiếm đóng Helsingfors, Tavastehus, vùng ven biển giữa Åbo và Vasa, quần đảo Åland, đảo Gotland và thành trì Sveaborg. Sau khi Anh tham dự vào cuộc chiến một thời gian quân Nga phải từ bỏ các đảo đã chiếm, một vài thành phố trên đất liên và quay ra phòng thủ.
Trận thắng duy nhất của Thụy Điển là vào ngày 27 tháng 10 năm 1808 tại trận cầu Virta (Koljonvirta), trong đó nhũng sĩ quan của tướng Sandels đại tá Fahlander, trung tá Malm cũng như trung tá Joachim Zachris Duncker đã đóng một vai trò quan trọng. Một cuộc phản công của Nga vào tháng 3 năm 1809 đã chuyển những trận đánh này từ Phần Lan về Thụy Điển. Tại trận đánh gần Piteå vào ngày 25 tháng 8 năm 1809 quân đội chính của Thụy Điển bị đánh bại và trên thực tế đã phải đầu hàng. Vào ngày 2 tháng 9 hai bên quyết định đình chiến tại Förstkåge và sau đó chấm dứt cuộc chiến qua hiệp ước Fredrikshamn vào ngày 17 tháng 9 năm 1809. Qua hiệp ước này Nga đã đảm bảo được thế lực trong khu vực biển Baltic. Phần Lan trở thành đại công quốc Phần Lan, một vùng tự trị trong đế quốc Nga. Liên minh cá nhân này với Nga kéo dài tới khi nga hoàng Nikolaus II từ bỏ ngôi vua 1917.